# Nauru Broadcasting Service
De Nauru Broadcasting Service is een nationale, niet-commerciële omroep in de kleine eilandstaat Nauru.
Toen het land in 1968 onafhankelijkheid verkreeg, werd de omroep opgericht. De NBS heeft nu Nauru Television en Nauru Radio.
In de vroege jaren 2000, in een context van economische moeilijkheden, zond NBS geen lokale programma's uit, maar programma's van de British Broadcasting Corporation, de Australian Broadcasting Corporation en Nieuw-Zeeland Television. Nauru TV bezat geen functionerende camera's, en de uitzendingen van Nauru Radio waren te zwak waren om te worden beluisterd in het hele land. De NBS-capaciteiten werden vervolgens aangevuld met de hulp van AusAID, en in de late jaren 2000 werd het uitzenden van lokaal gemaakte programma's over het eiland ingevoerd.